# Alternative Addiction
Alternative Addiction è una webzine nata nel 1999 dedicata alla critica musicale, news e interviste. Si focalizza principalmente sulla musica alternativa  e indipendente.
Alternative Addiction fu fondato nel 1999 dal giornalista Ryan Jones. Il sito lavora con la Columbia Records, Lava Records e Geffen Records assieme ad altre etichette indipendenti.